# Championnats du monde de pentathlon moderne 1978
Navigation
Édition précédente Édition suivante
Les championnats du monde de pentathlon moderne 1978, vingt-troisième édition des championnats du monde de pentathlon moderne, ont eu lieu en 1978 à Jönköping, en Suède.